# Largo della Zecca
Le Largo della Zecca (Piazza Corridoni à l'époque fasciste) est une place du centre historique de Gênes, située entre les quartiers de la Maddalena et du Prè.

## Histoire et description

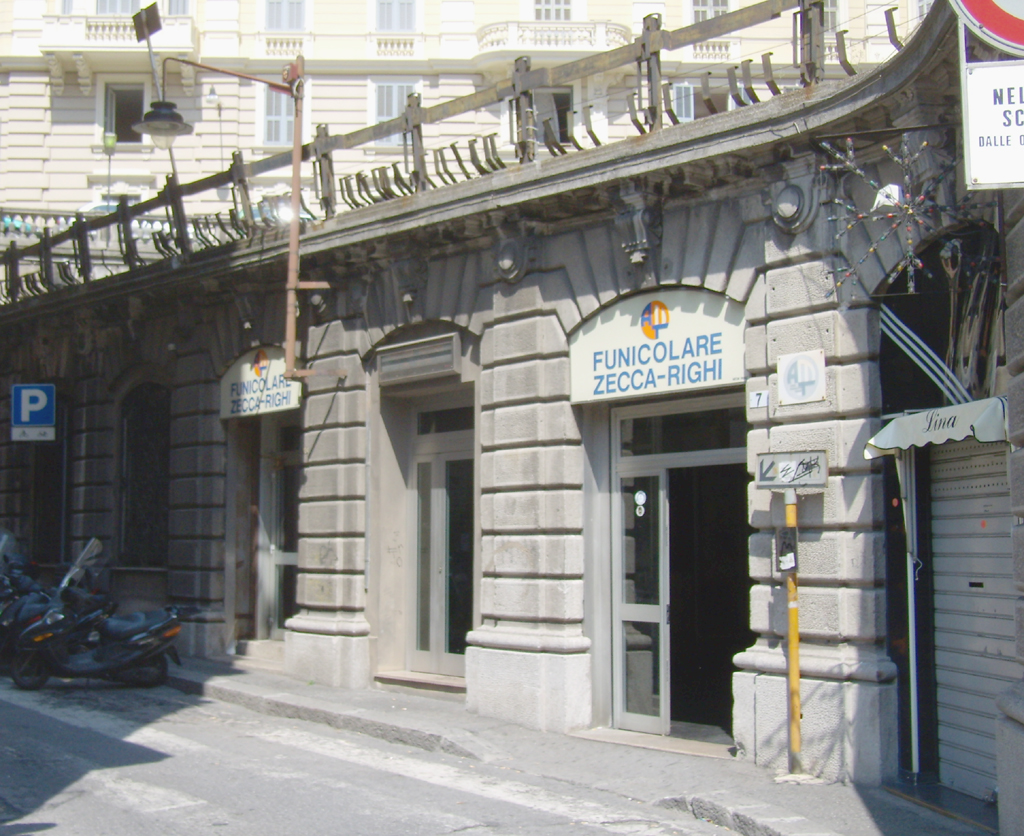
Gare de départ du funiculaire Zecca-Righi.
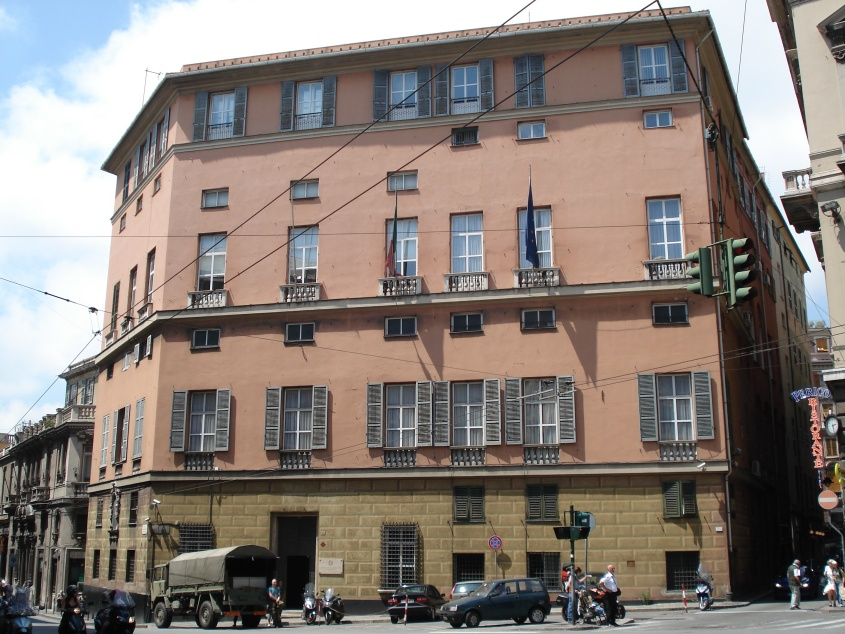
Palazzo Giacomo Lomellini, également connu sous le nom de Palazzo Patrone, siège du commandement militaire de la Ligurie

L'endroit tire son nom de la Monnaie (Zecca) de la république de Gênes, qui y avait son siège depuis 1842, lorsqu'elle a été déplacée de son siège historique de Piazza Caricamento, situé dans un bâtiment adjacent au Palazzo San Giorgio, qui a été démoli pour agrandir la place,. Auparavant, à partir de 1722, des fours publics se trouvaient dans cette zone, située à l'intérieur des murs dits de Barberousse, à la suite de la disparition de la porte de Sant'Agnese.
Avec l'ouverture des « nouvelles rues », tracées entre le XVIe et le XVIIIe siècle comme des rues résidentielles d'élite et réunies au XIXe siècle pour former une voie unique, la place se trouva en bordure du chemin routier formé par la « strada nuovissima » (aujourd'hui via Cairoli), de la courte via Bensa et de la via Balbi, qui part de la place voisine della Nunziata.
Vers la fin du XIXe siècle, une première galerie a été ouverte entre la piazza della Zecca et la piazza del Portello, dédiée exclusivement au service de tramway. La physionomie de la place a radicalement changé dans les années 1920, lorsque le Palazzo della Zecca a été démoli pour créer le tunnel routier Giuseppe Garibaldi, beaucoup plus large que le modeste tunnel du tramway et faisant partie d'un nouveau parcours à travers la ville, une alternative aux strade nuove et plus appropriés que celles-ci au trafic automobile croissant. La galerie, dont l'ouverture a complètement changé le visage de la place, relie le largo Zecca à la piazza del Portello qui, à son tour, communique à l'est avec la piazza Corvetto par la galerie Nino Bixio.
Sur la place, se trouve la station inférieure du funiculaire Zecca-Righi et certains palais nobles historiques inclus dans le circuit des Rolli (palais Bartolomeo Lomellini et Giacomo Lomellini (ce dernier, qui intègre le palais De Marini-Spinola adjacent, est le siège du commandement militaire de l'armée en Ligurie).